# مراد كوربانوف
مراد كوربانوف هو لاعب كرة قدم روسي في مركز الدفاع، ولد في 22 مارس 1992. لعب مع أنجي محج قلعة.

## وصلات خارجية
- مراد كوربانوف على موقع قاعدة بيانات كرة القدم.إي يو (الإنجليزية)
- مراد كوربانوف على موقع Soccerway.com (الإنجليزية)